# قوه قوانغتشانغ
قوه قوانغتشانغ (بالصينية: 郭廣昌)‏ (1967 في دونغ يانغ - ) رائد أعمال، وشخصية أعمال من الصين.